# Palais des Raïs
Le Palais des Raïs (en arabe : قصر الرياس ; en tamazight : ⴰⴽⵙⵓⵔ ⵏ ⵍⵉⵢⴰⵙ), également connu sous le nom de Bastion 23, est un ensemble de trois palais (numérotés 17, 18 et 23), ainsi que de six maisons des pêcheurs (numérotées 5, 7, 9, 11, 13 et 15), datant tous de l'époque ottomane (construits entre le XVIe et le XVIIIe siècle).
Le Palais des Raïs fait partie des plus importants monuments historiques de la ville d’Alger. Il représente, par ailleurs, l’un des derniers témoins qui attestent physiquement du prolongement de la Casbah d’Alger vers la mer jusqu'au XIXe siècle.

## Histoire
L'histoire du palais commence par la construction de Bordj-Ez-zoubia en 1576 par le Dey Ramdan Pacha, et ceci afin de renforcer les moyens de défense de la basse médina. On le désigne successivement par les noms Quaâ-Essour (bas du rempart), Sebâa tbaren (les sept tavernes) et Topanet Arnaout à cause des pièces d’artillerie érigées par le raïs Mami Arnaout. Le nom de Bastion 23 lui fut donné à la suite de la construction des remparts pendant la colonisation française. Par contre, les numéros désignant les palais (palais 16, palais 17, etc.) et les maisons des ’’pêcheurs’’ sont des attributions cadastrales datant de la même période.
La seule référence historique disponible, concerne le palais 18, qui fut construit aux environs de 1750 par le raïs Mami Arnaout.

## Période coloniale
Après 1830, le palais 18 prendra la fonction de résidence du commandant du génie civil, puis de pensionnat pour jeunes filles, puis fait office de consulat des États-Unis, puis de résidence du Duc d’Aumale et enfin de bibliothèque municipale.

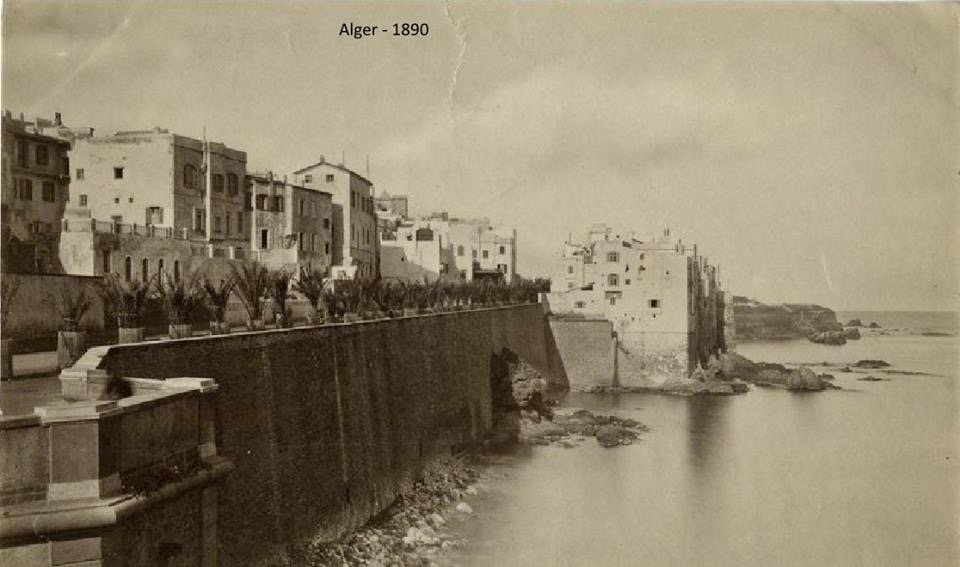
La forteresse en 1890.

## Après l'indépendance
Après 1962, des familles algériennes squattèrent le site historique et apportèrent des transformations. Cette occupation, bien qu'endommageant en partie les lieux, a permis paradoxalement de garder les boiseries de certaines pièces dans un état de conservation extraordinaire (les familles badigeonnaient les plafonds de chaux, ce qui préservait les bois sculptés). Ajoutés à cela, les intempéries et la proximité de la mer provoquèrent des conséquences néfastes au point que l’édifice menaçait de s'effondrer.
En 1980, le Ministère de la Culture entame les différentes étapes de la prise en charge du monument historique. D'abord par le relogement des squatteurs, puis l’étude et la restauration de ce qui deviendra le Centre des Arts et de la Culture du Palais des Raïs (Bastion 23). Le projet de restauration de ce monument historique, avait comme préoccupation majeure, sa réhabilitation et sa mise en valeur pour une meilleure exploitation. Les travaux se sont étalés de 1987 à 1993 et le palais fut ouvert au public en 1994.

## Quelques dates clés
- 1750/1798 : Construction du palais 18 par le Dey Mustapha Pacha.
- 1830 : Prise d’Alger (occupation française).
- 1840 : Début des grands bouleversements urbains de la Casbah d’Alger.
- 1906 : Date de classement du Bastion 23 patrimoine national (reconduit par l’ordonnance no 67-281 du 20 décembre 1967).
- 1932 : Élaboration d’un programme d'aménagement de la Casbah ; disparition progressive du quartier de la marine qui laisse place à la ville coloniale.
- 1962 : Le Bastion 23 s’est retrouvé isolé et devient le seul témoignage du prolongement de la Casbah jusqu’à la mer ; squatterisation du Bastion 23 par des familles algéroises.
- Début 1980 : Relogement des familles et prise en charge des lieux par le ministère de la Culture.
- 1980/1985 : Prise en charge technique par le COMEDOR/visites d’experts et de consultants de l’UNESCO.
- 1985/1986 : Études de l’état des lieux effectuées par le bureau d’étude turque Yapı Merkezi
- Fin 1987: Début des travaux de restauration par une entreprise italienne.
- 1991 : Classement au patrimoine national.
- 1992 : Date de classement du bastion 23 patrimoine universel (inclus dans le périmètre de classement de la Casbah).
- 1er novembre 1994 : Inauguration officielle du Centre des Arts et de Culture du Palais des Raïs (Bastion 23)[6].

## Galerie Photos

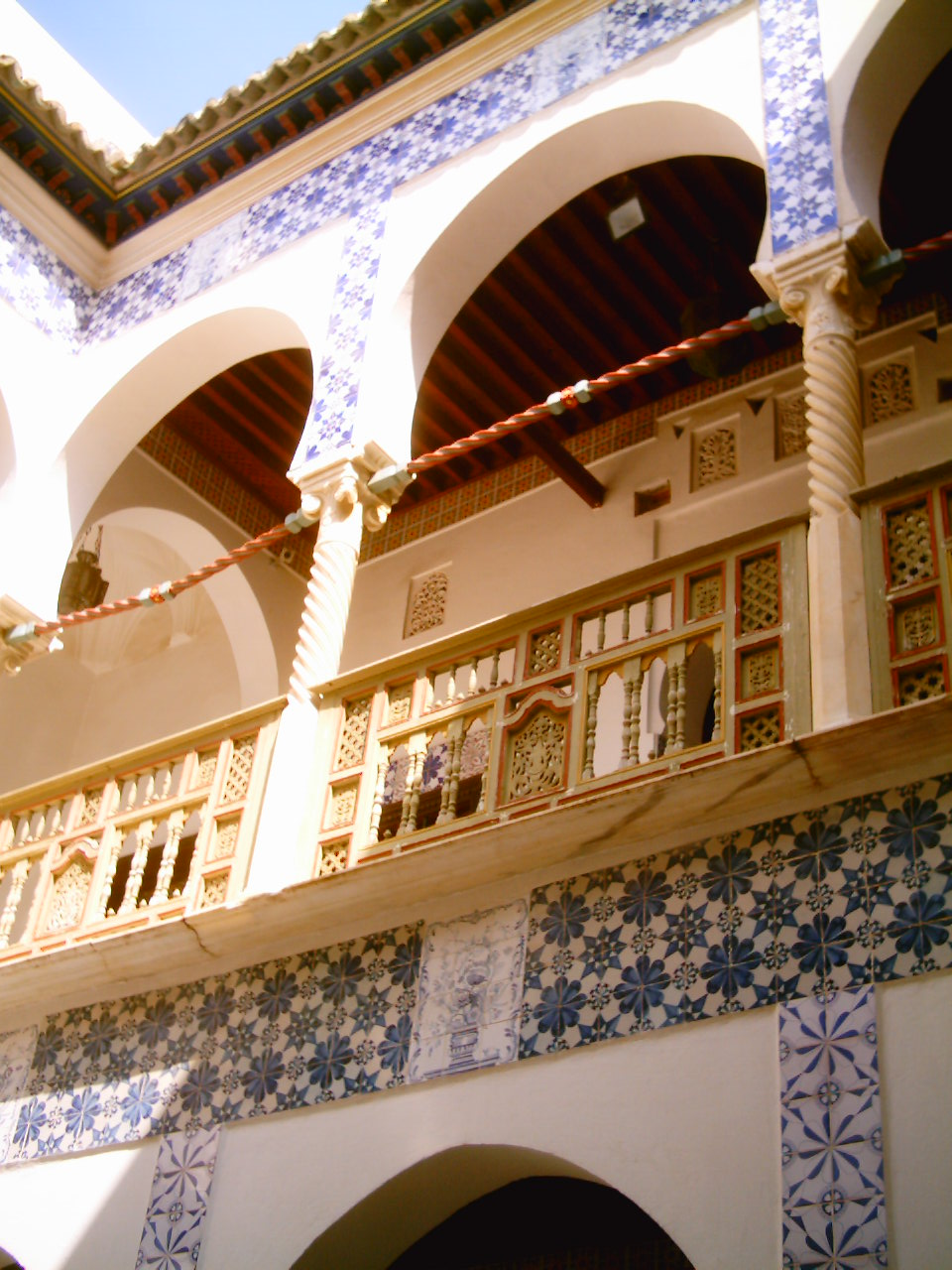
Palais des Raïs (Alger).
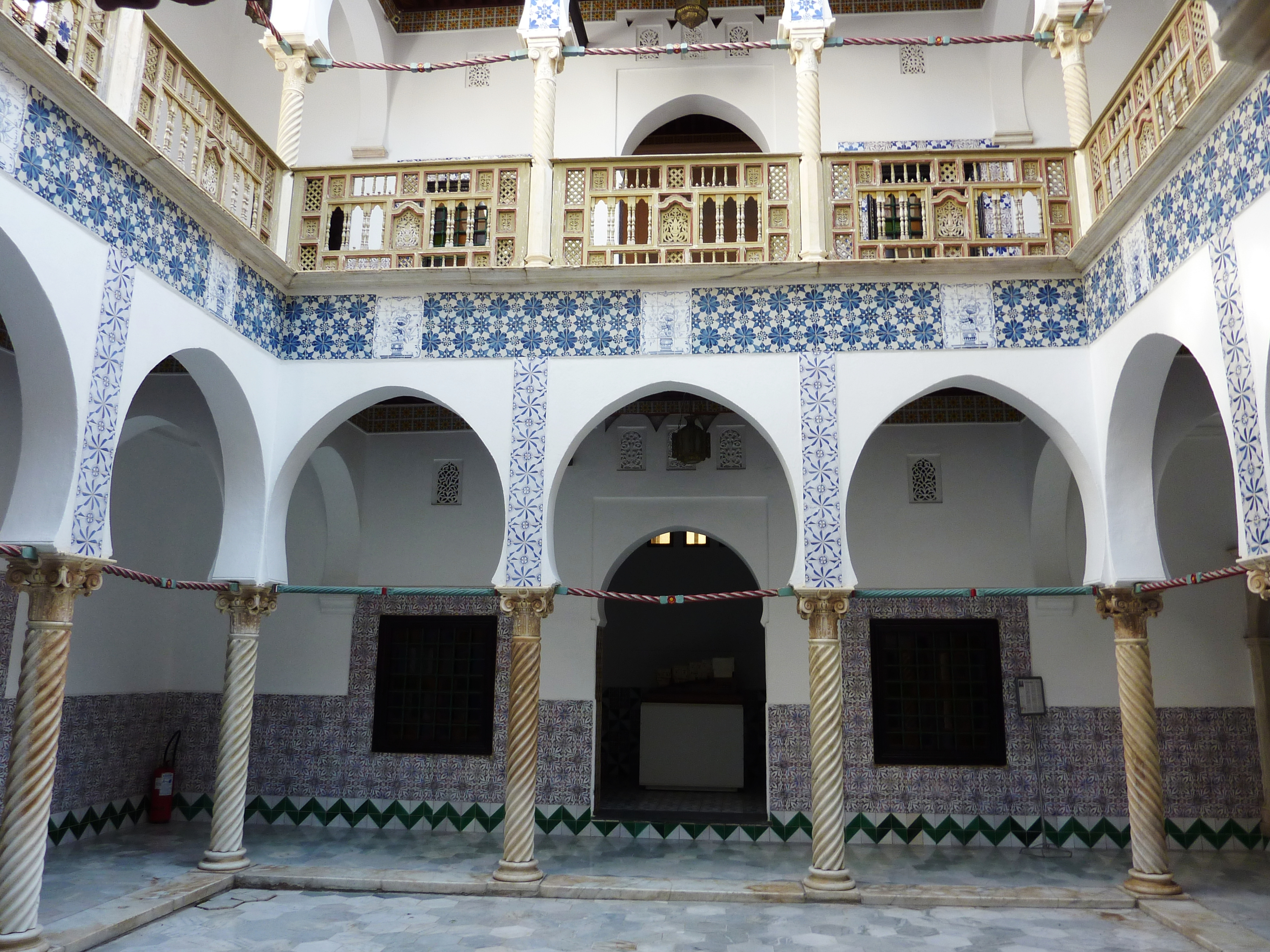
Palais des Rais (Es'hine) - Alger
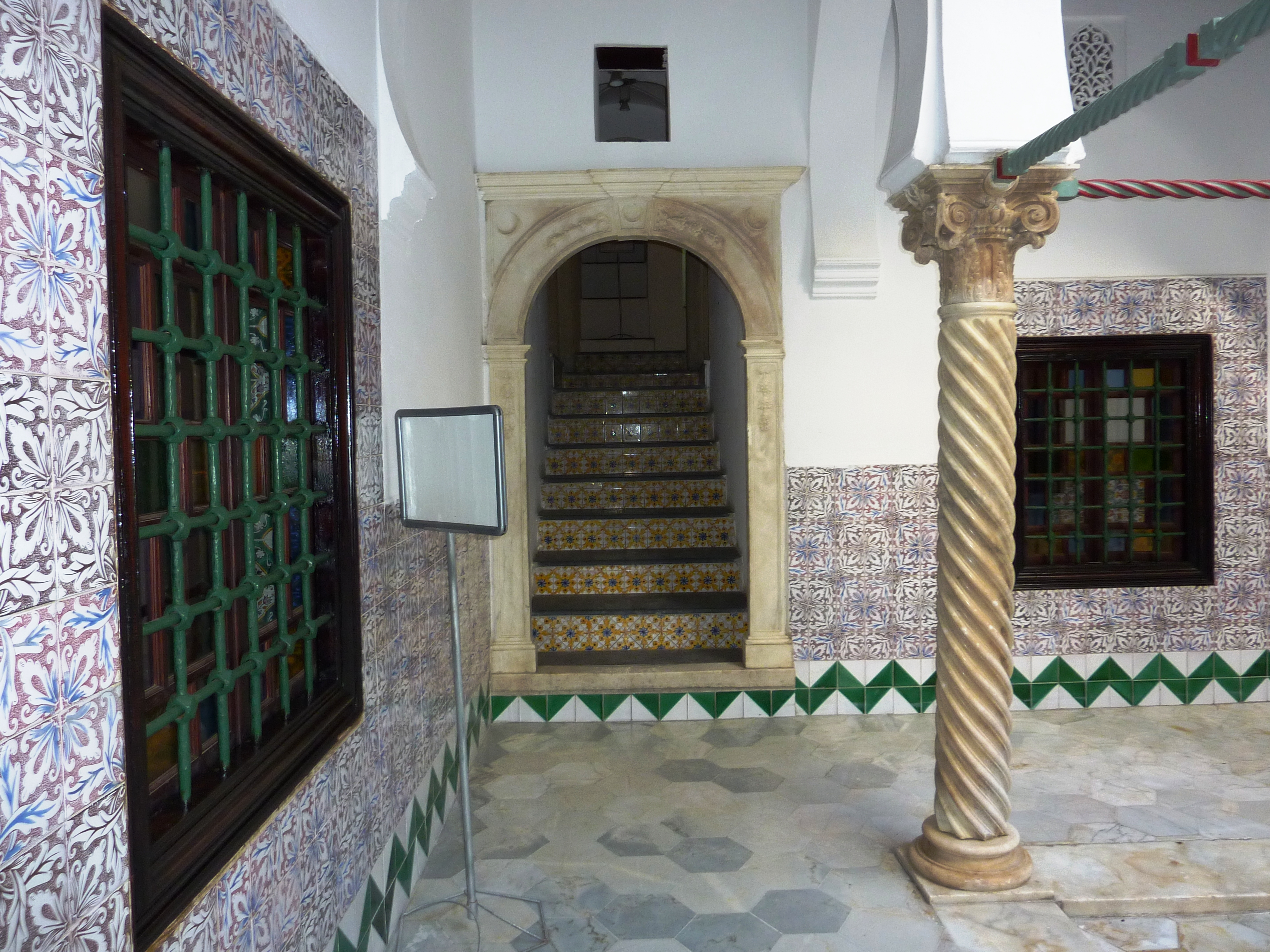
Palais des Rais (pilier) - Alger
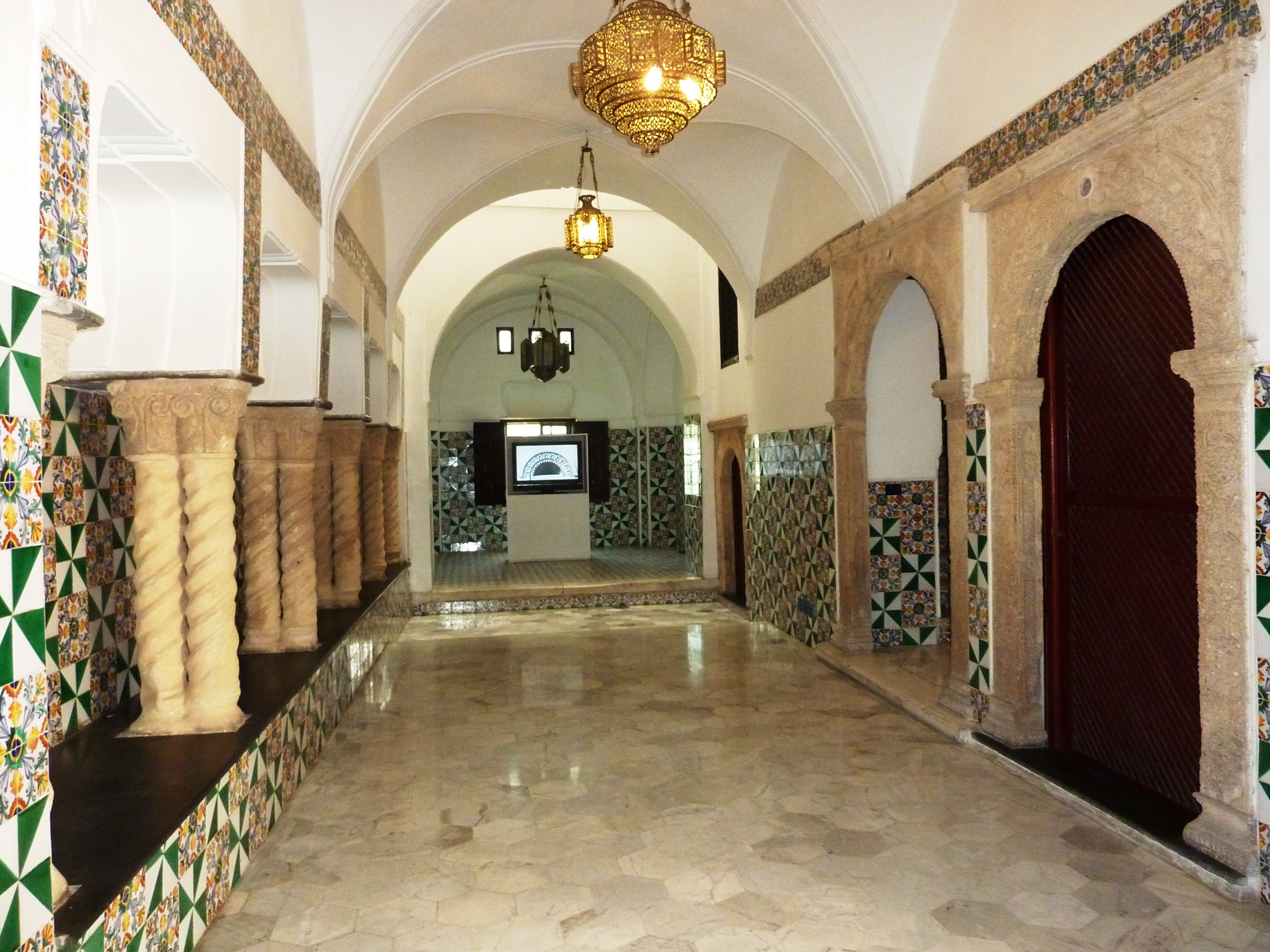
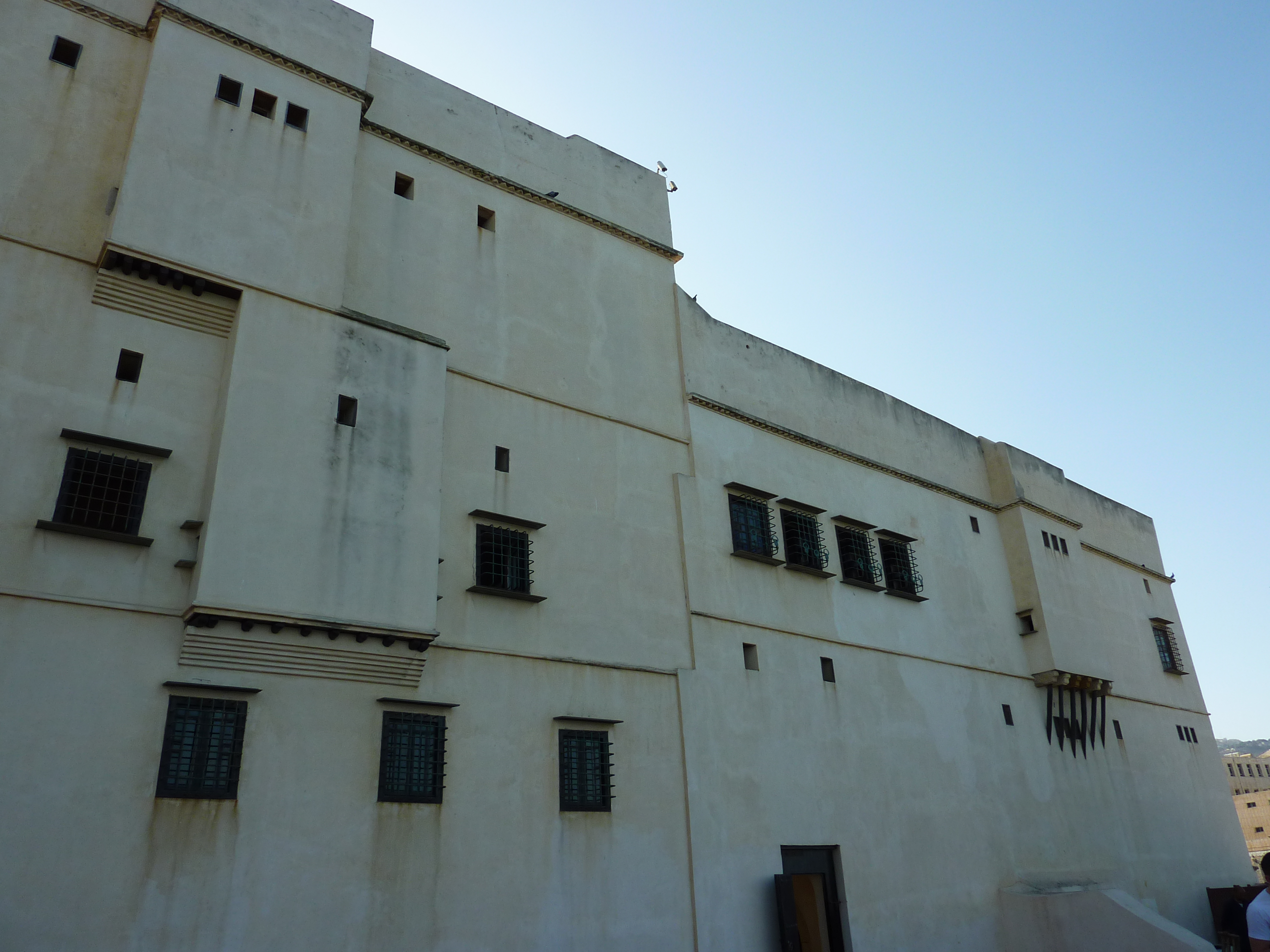
Palais des Rais - Alger
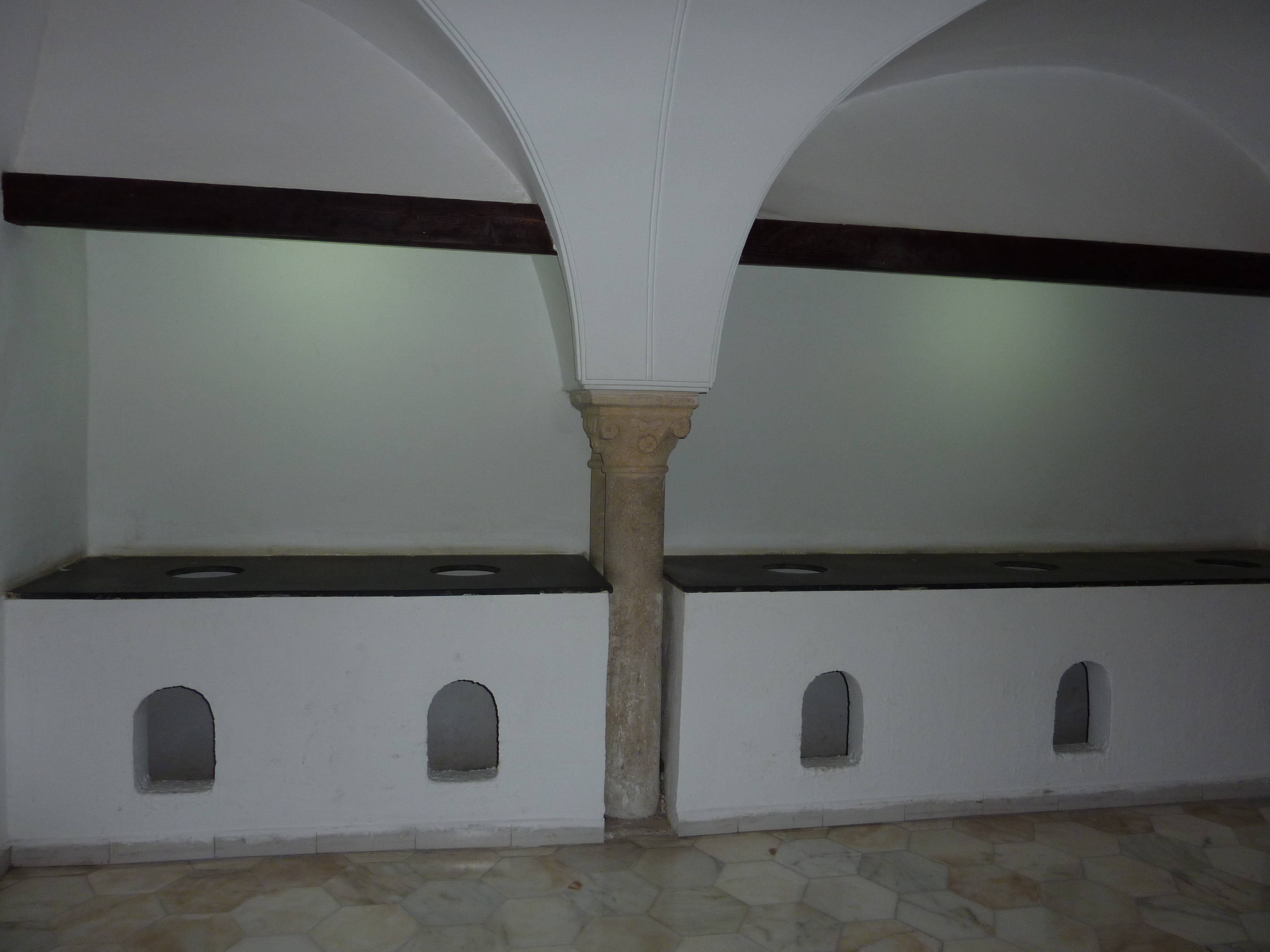
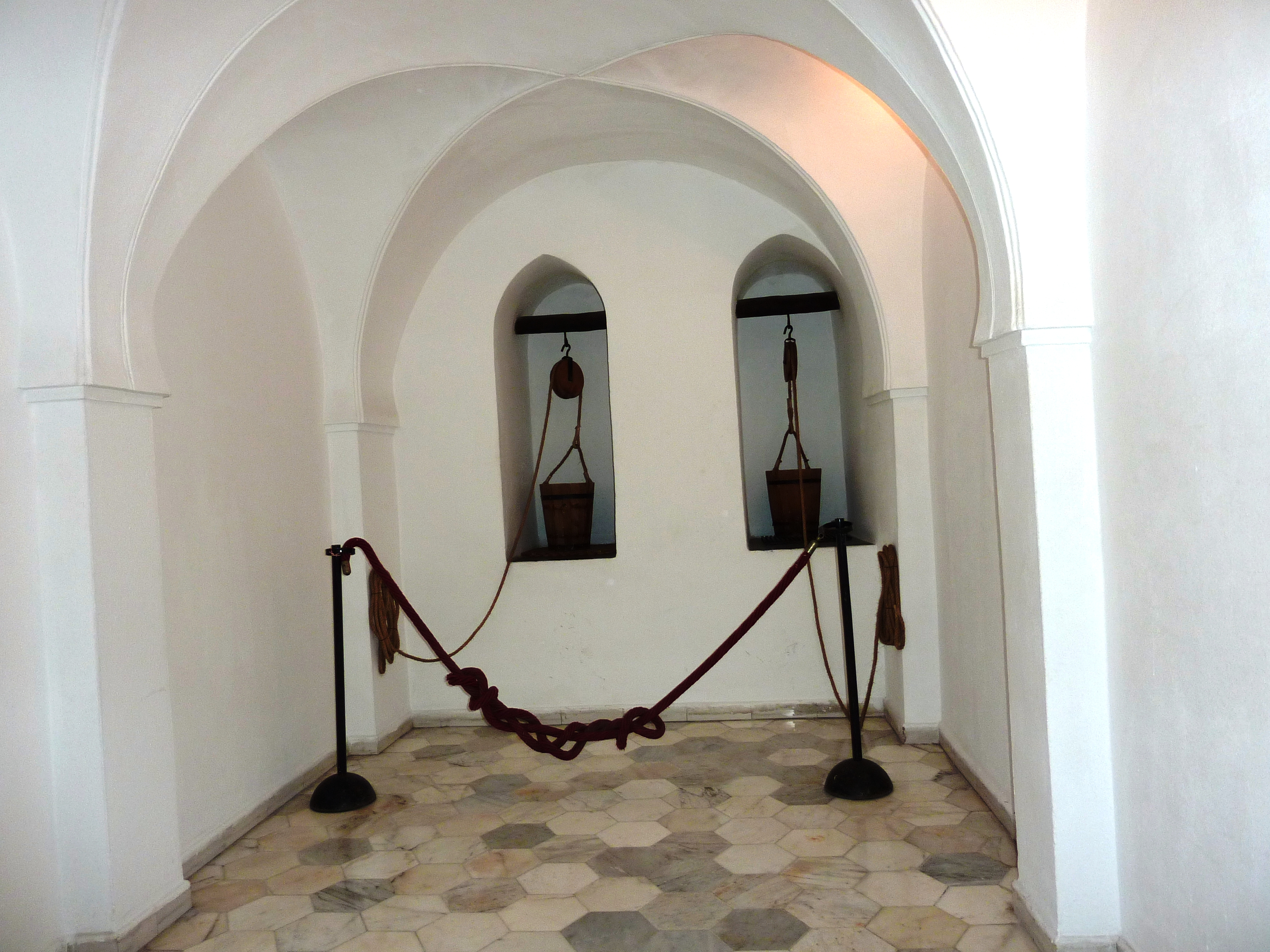
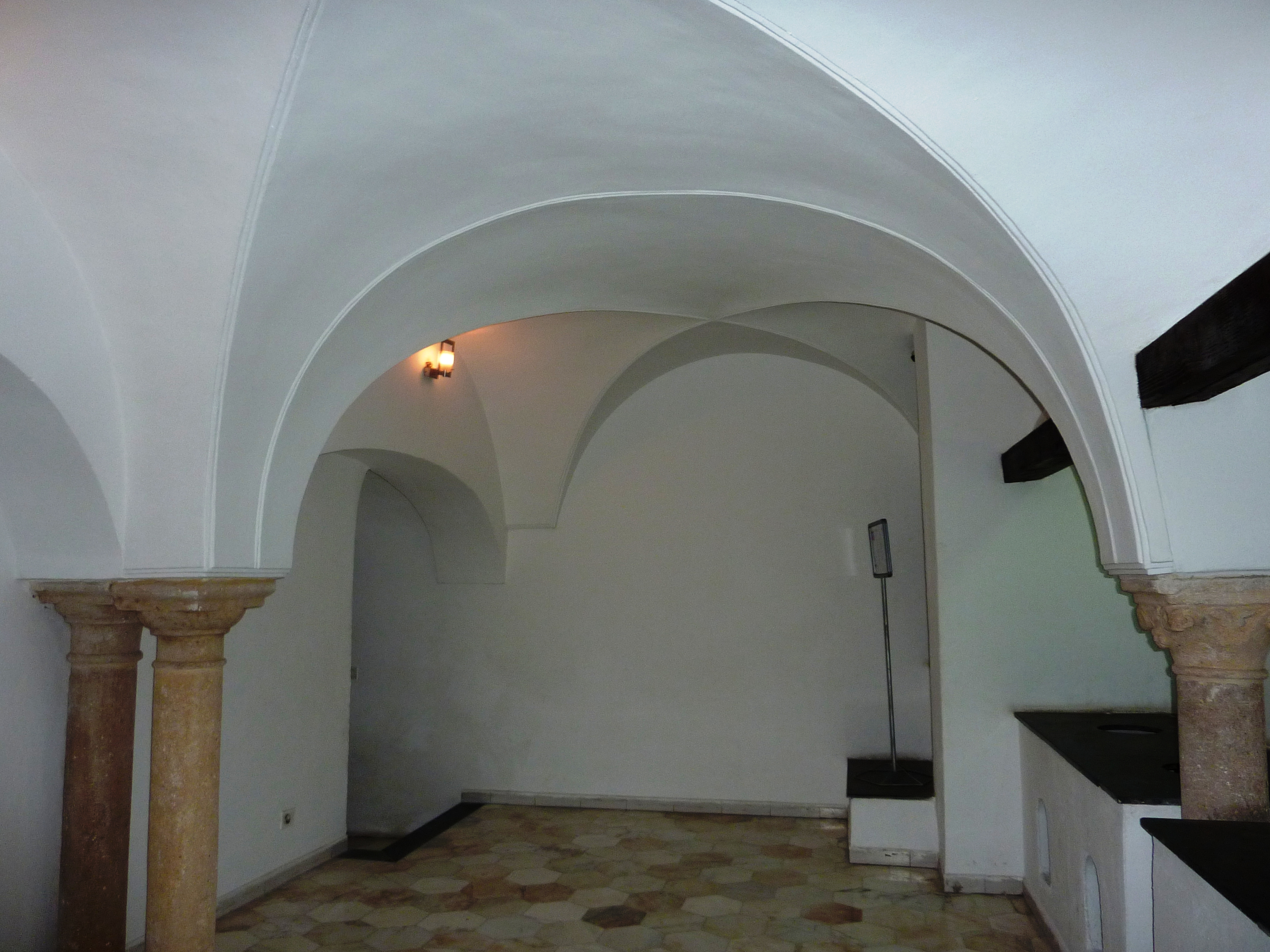
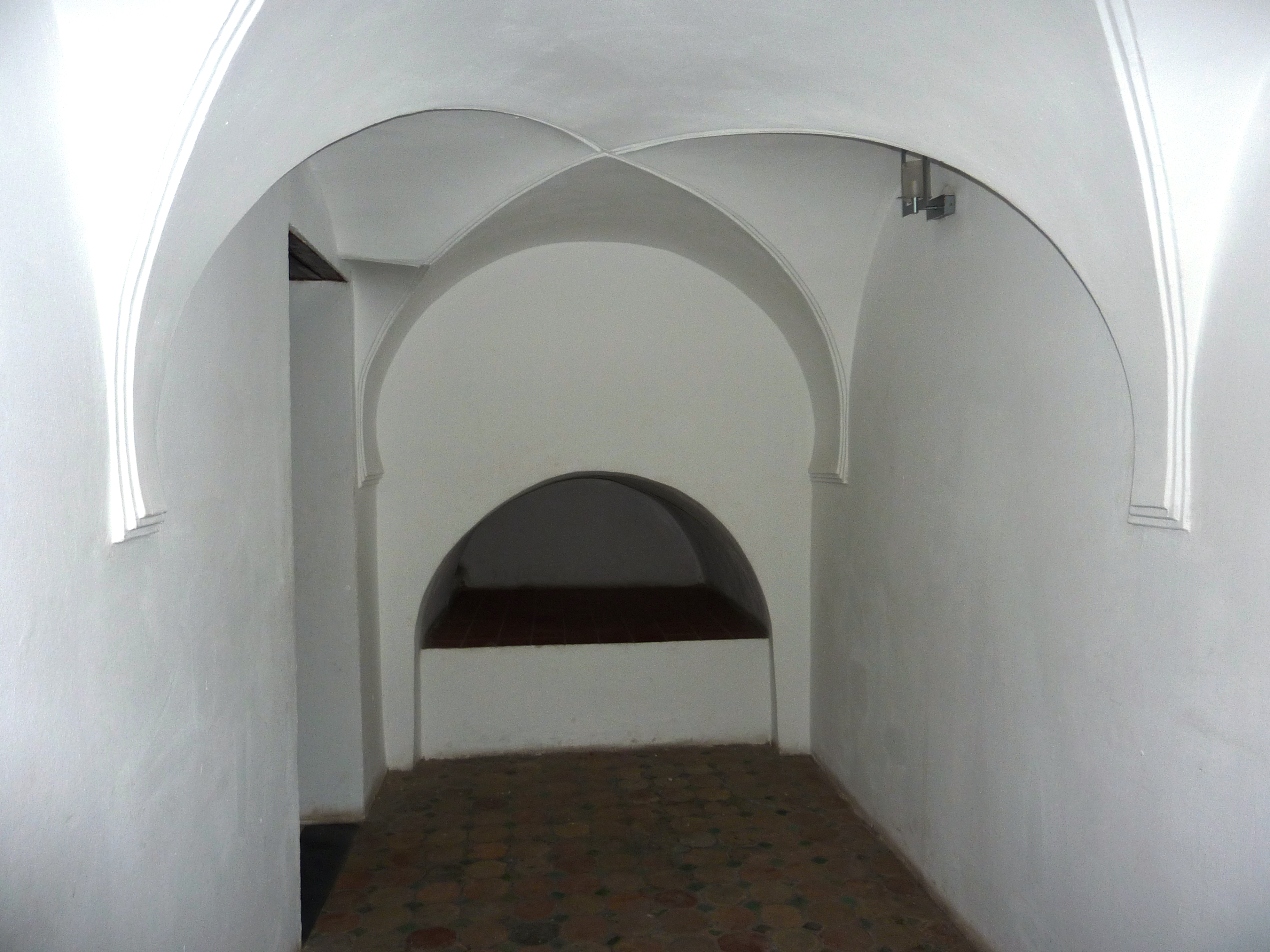
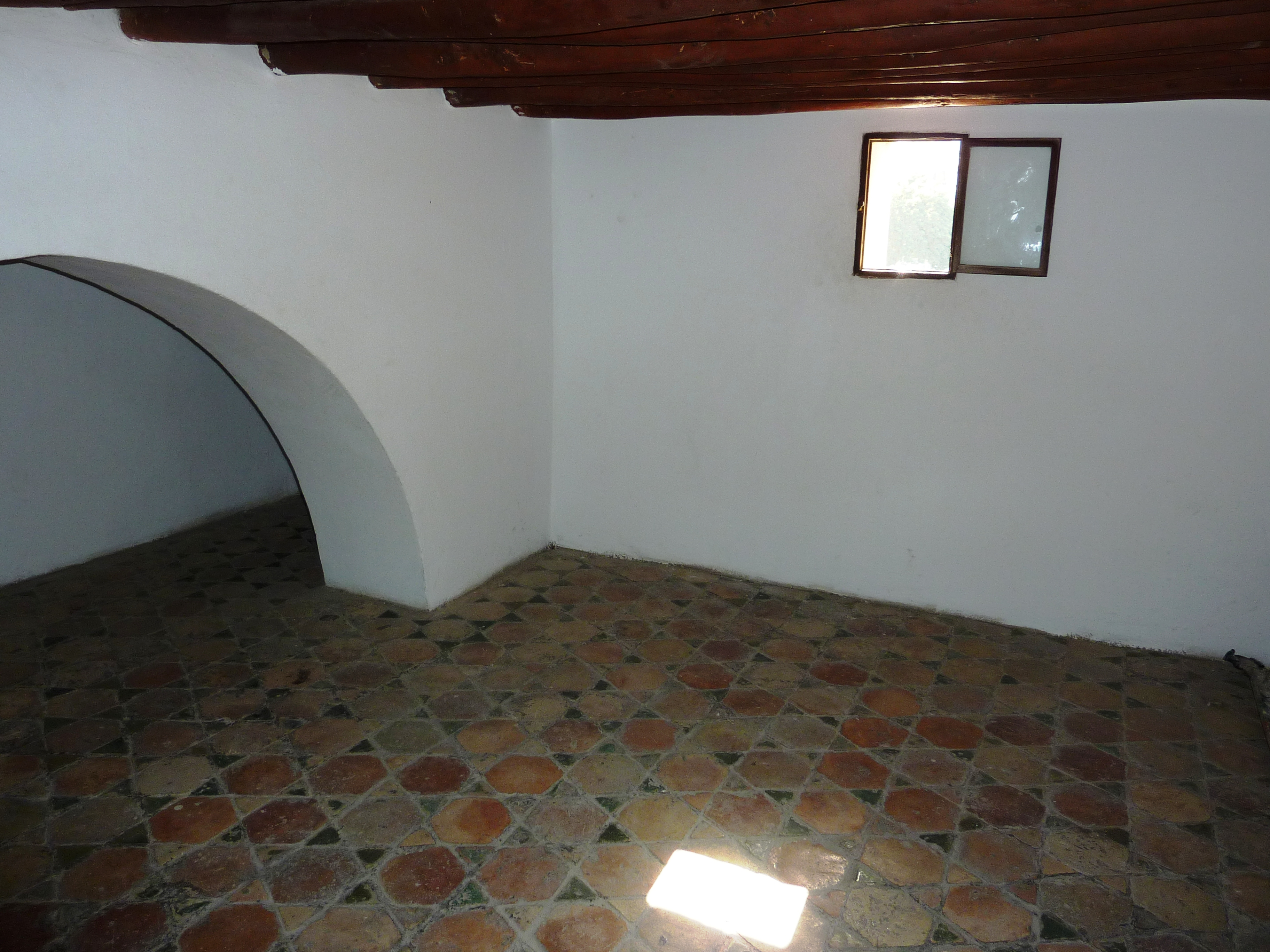
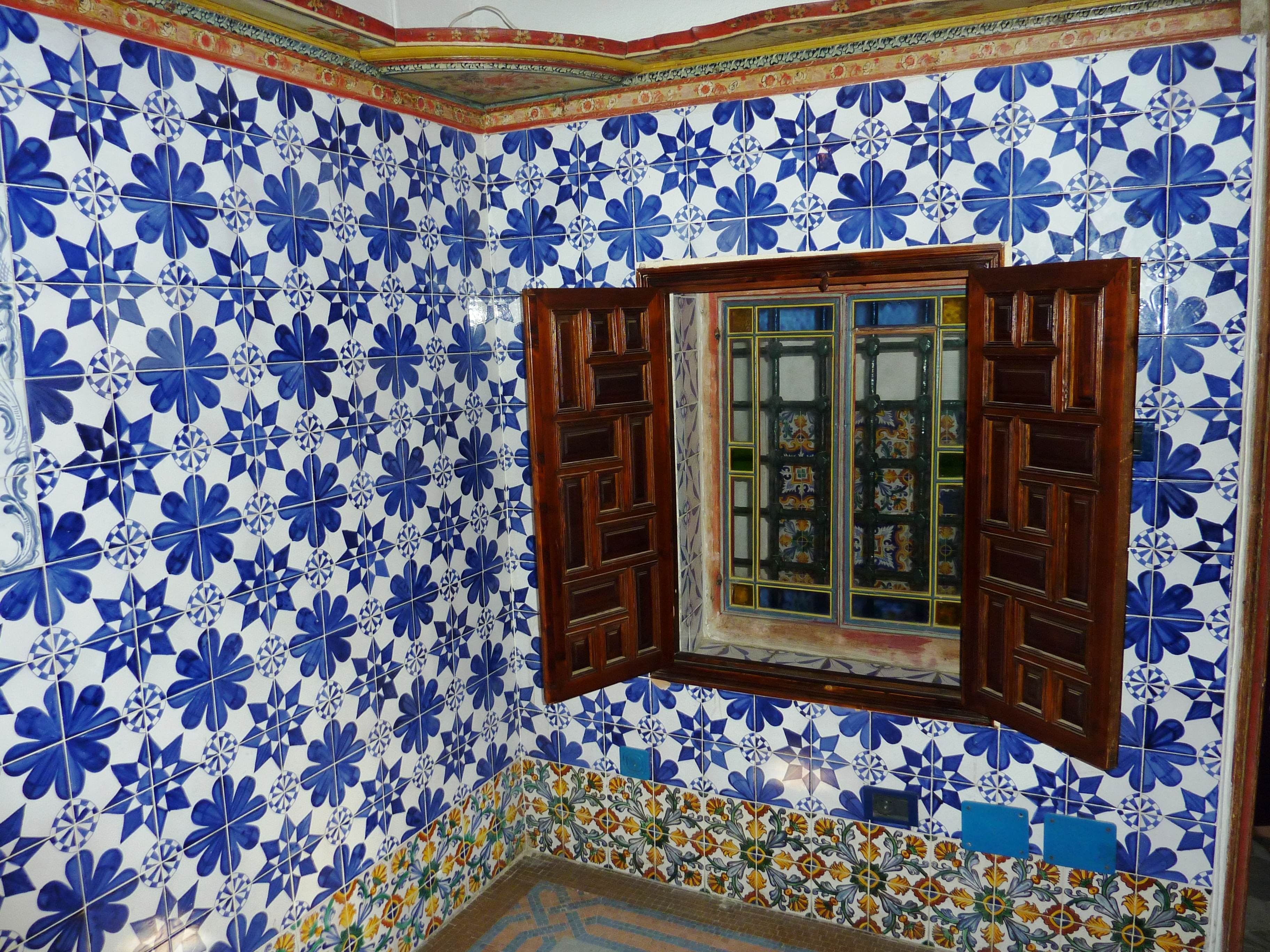
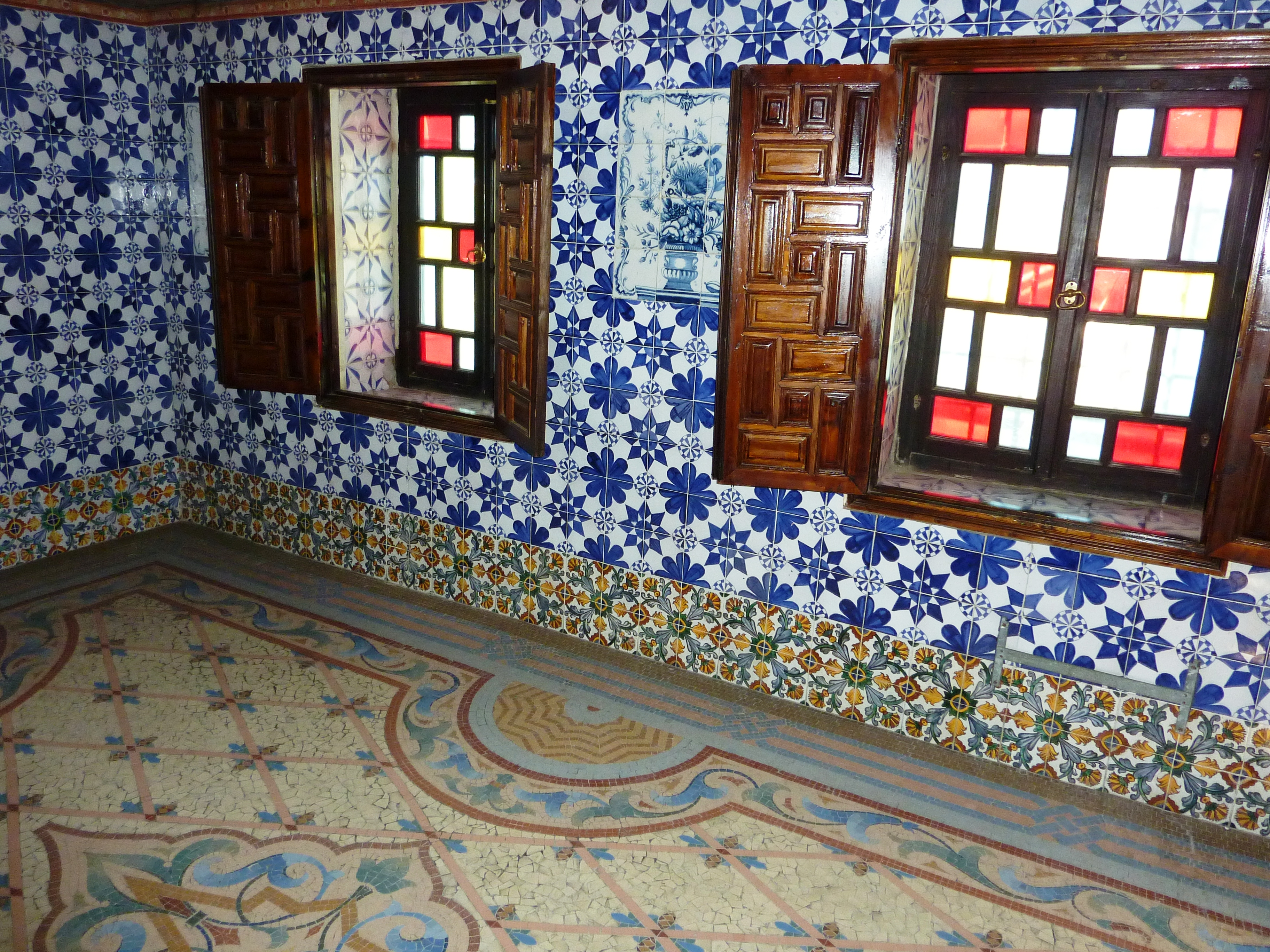
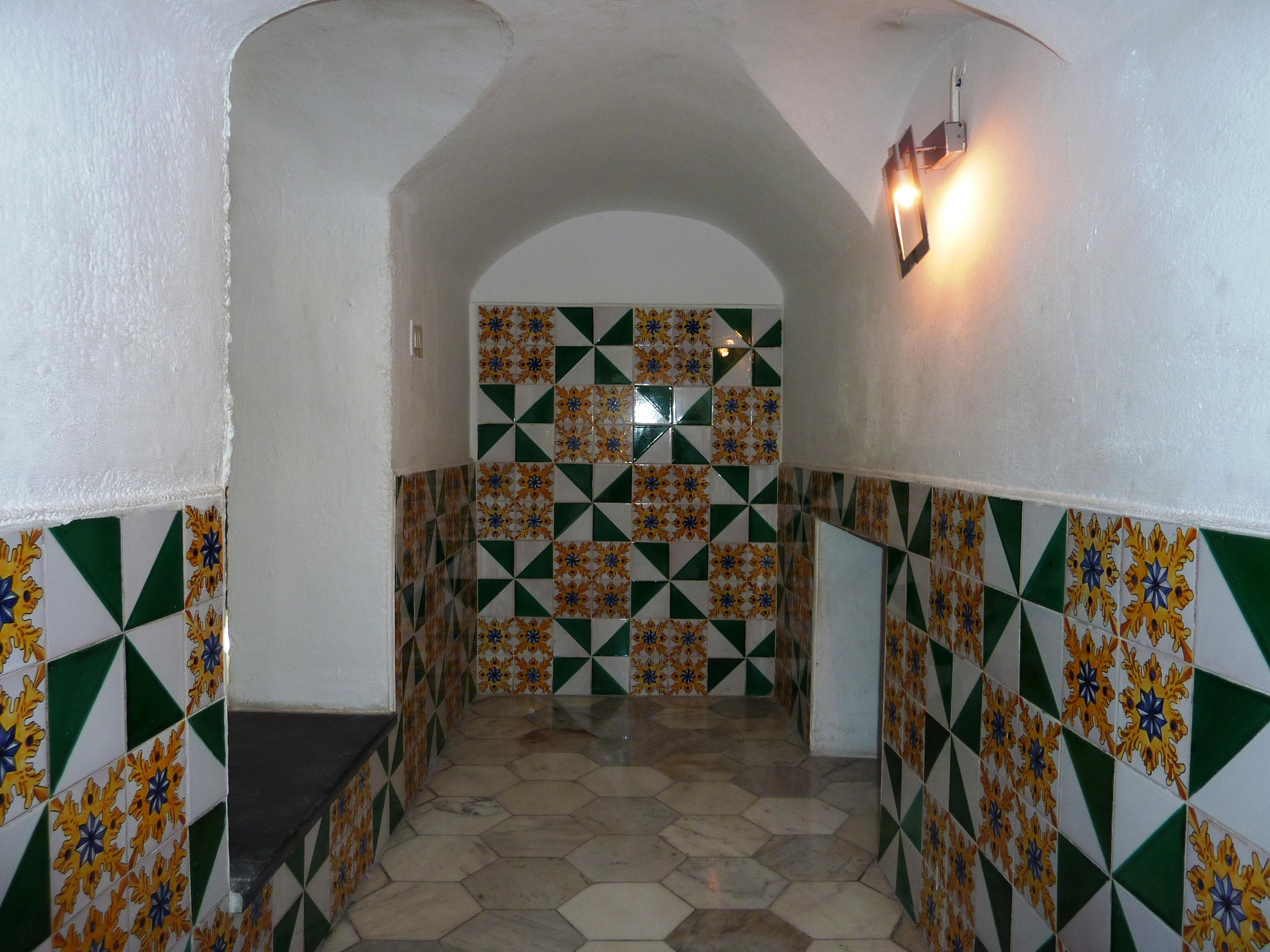
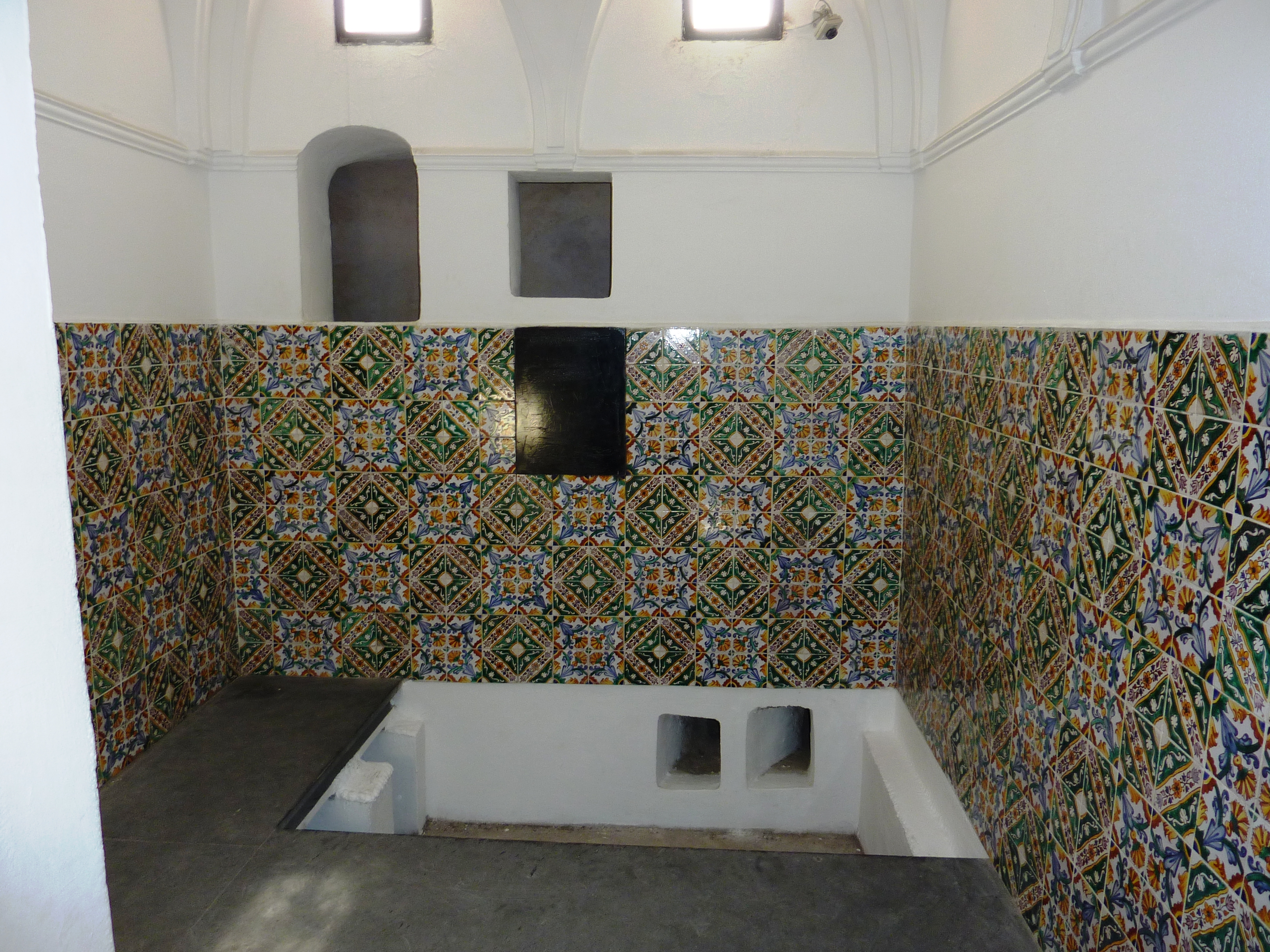
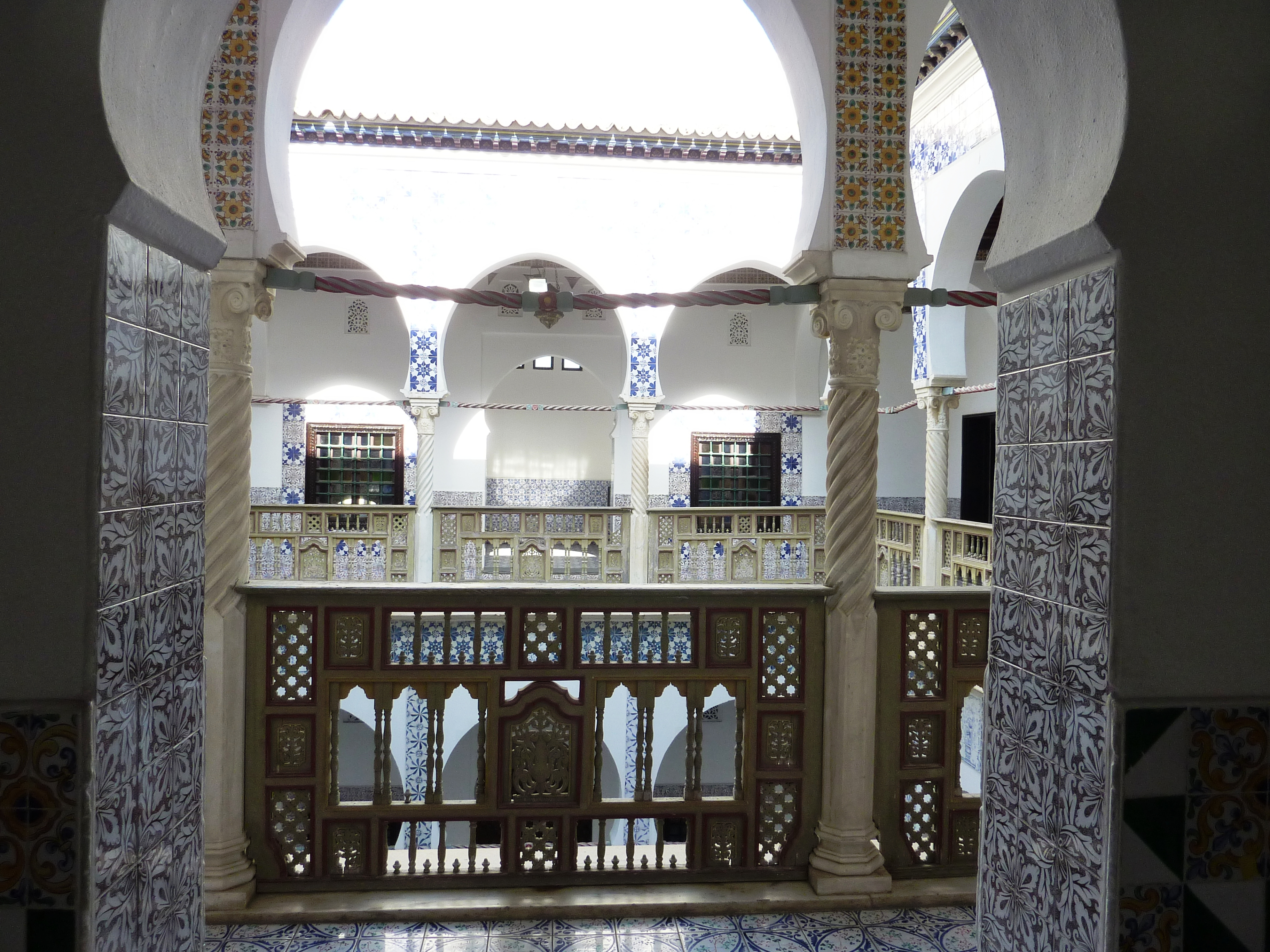
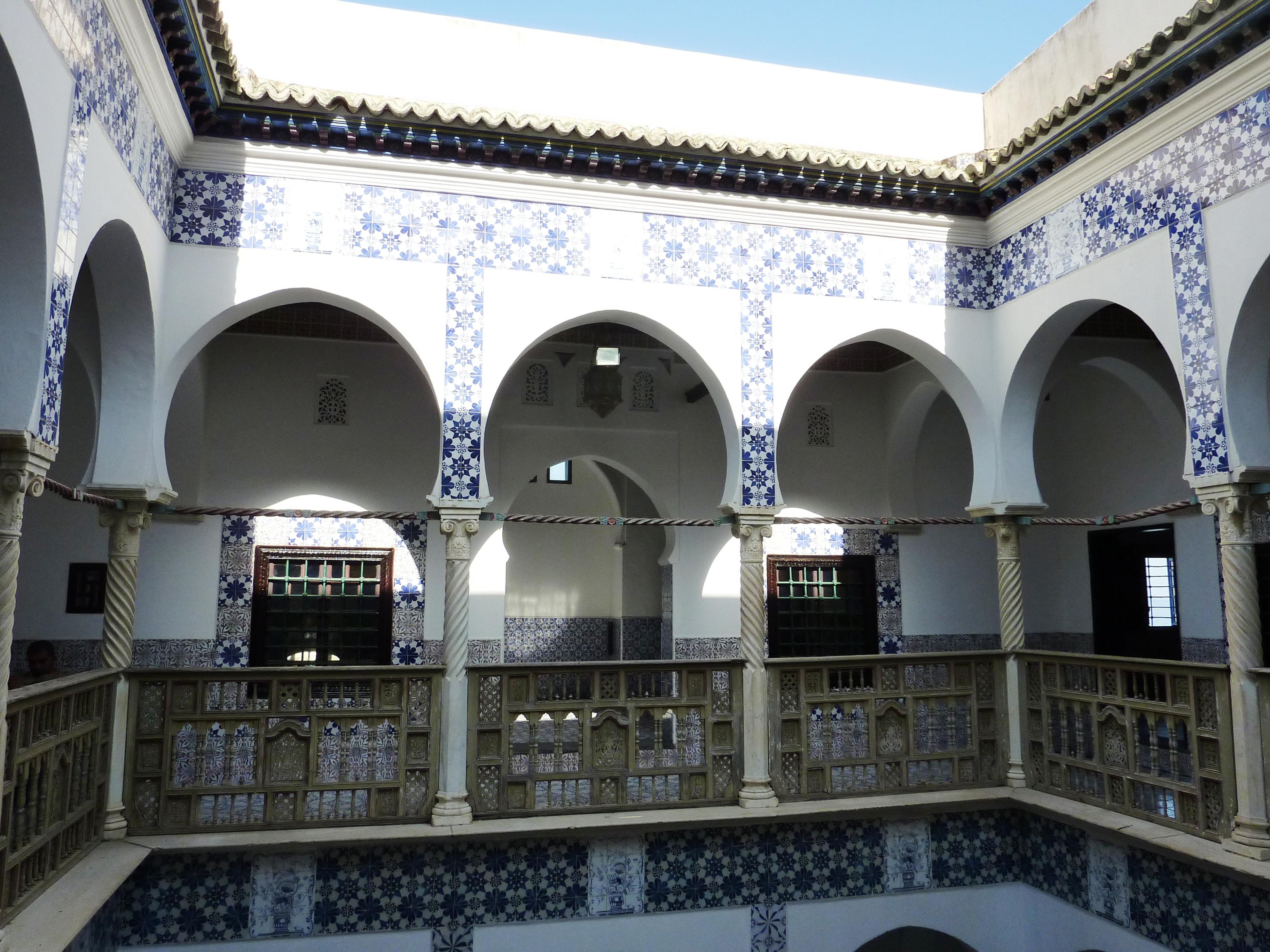
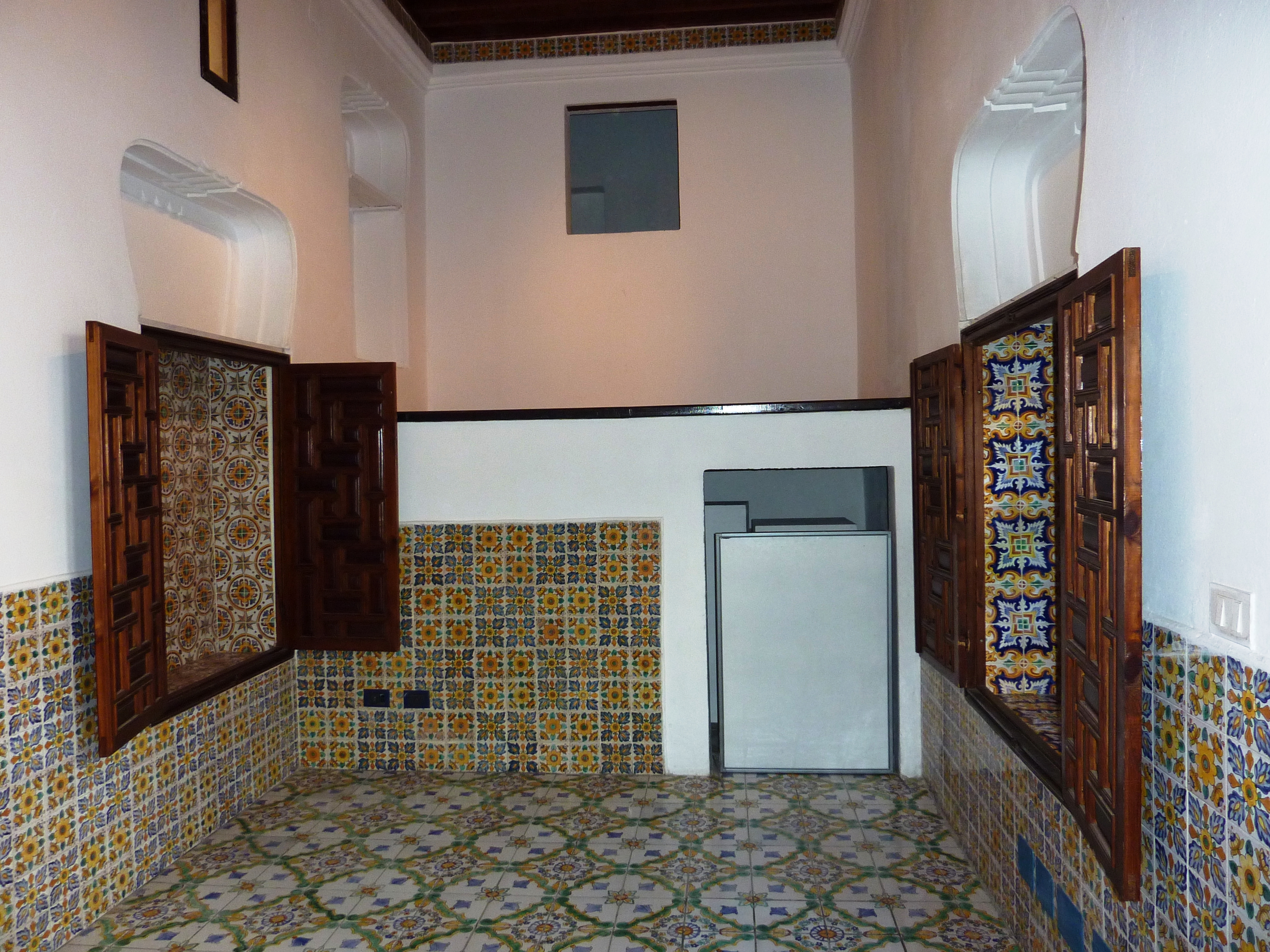
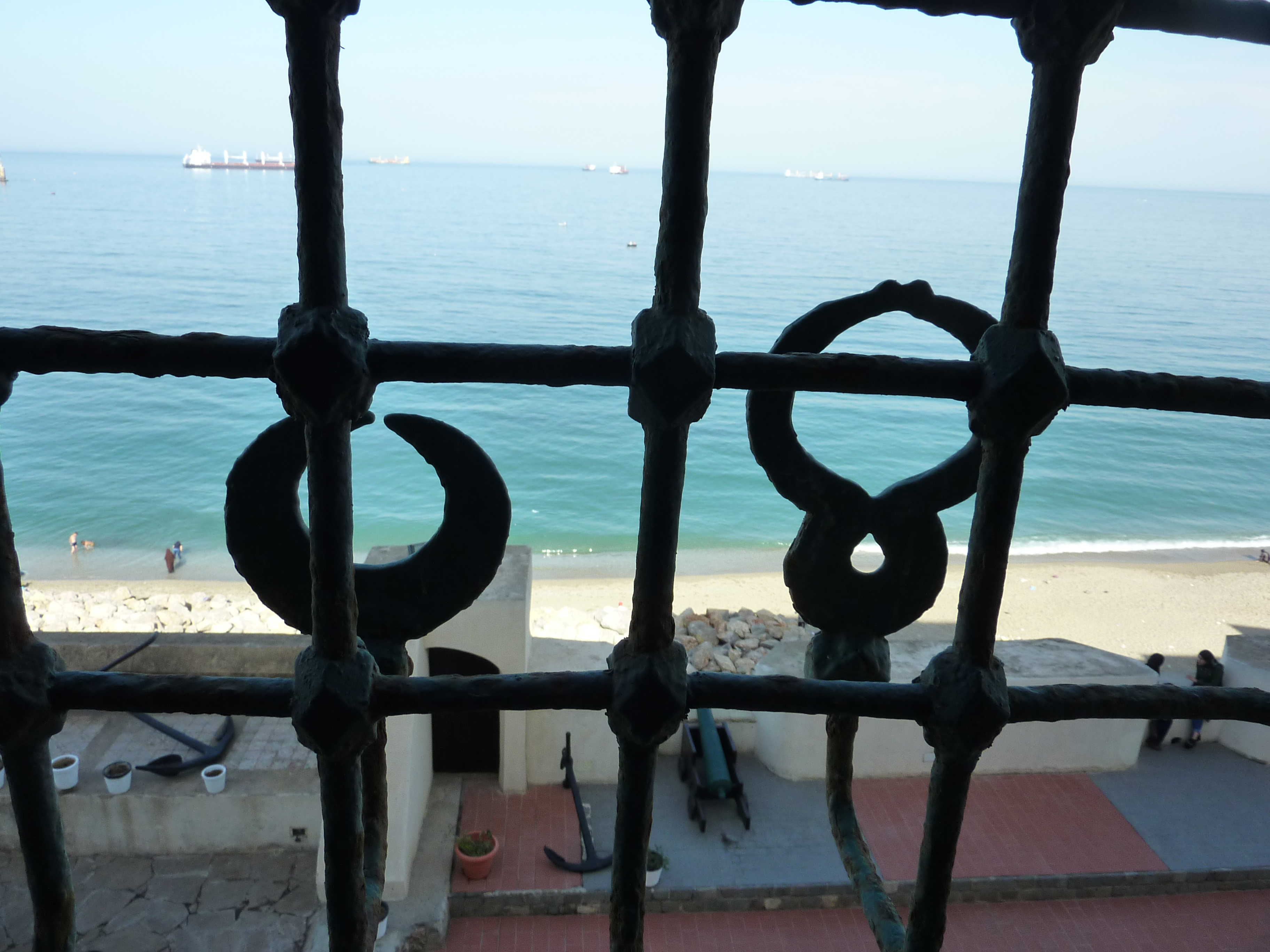
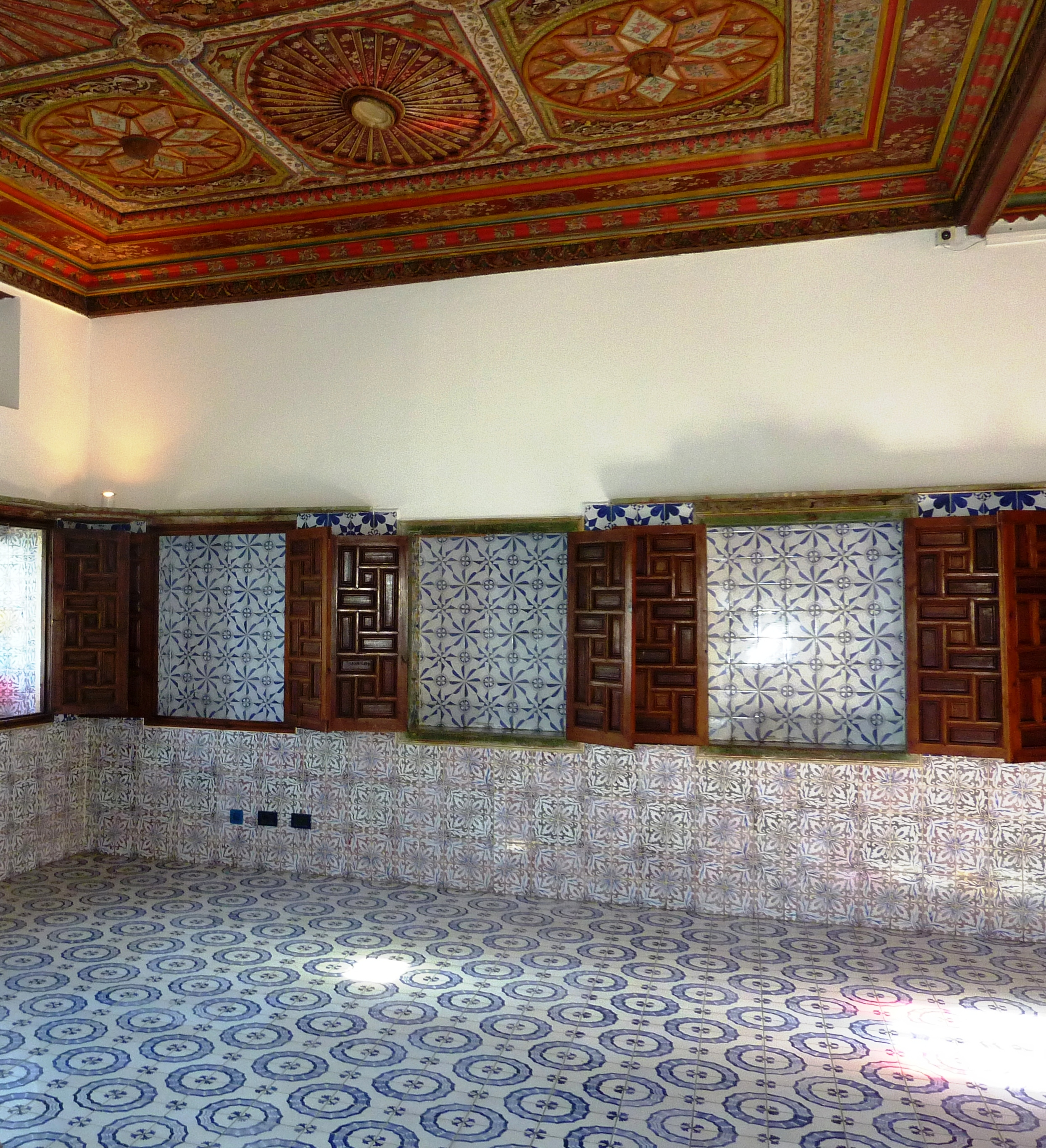
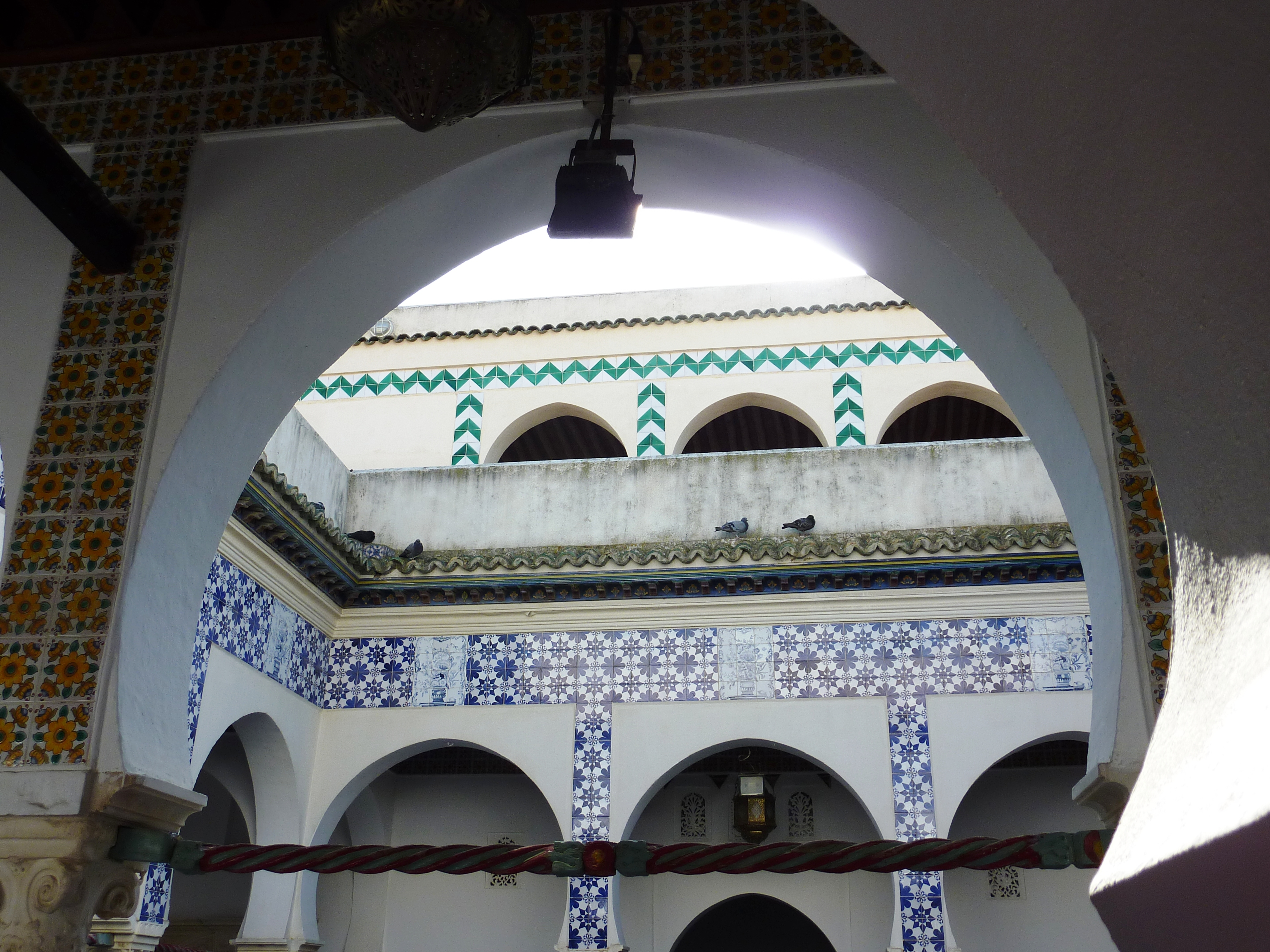
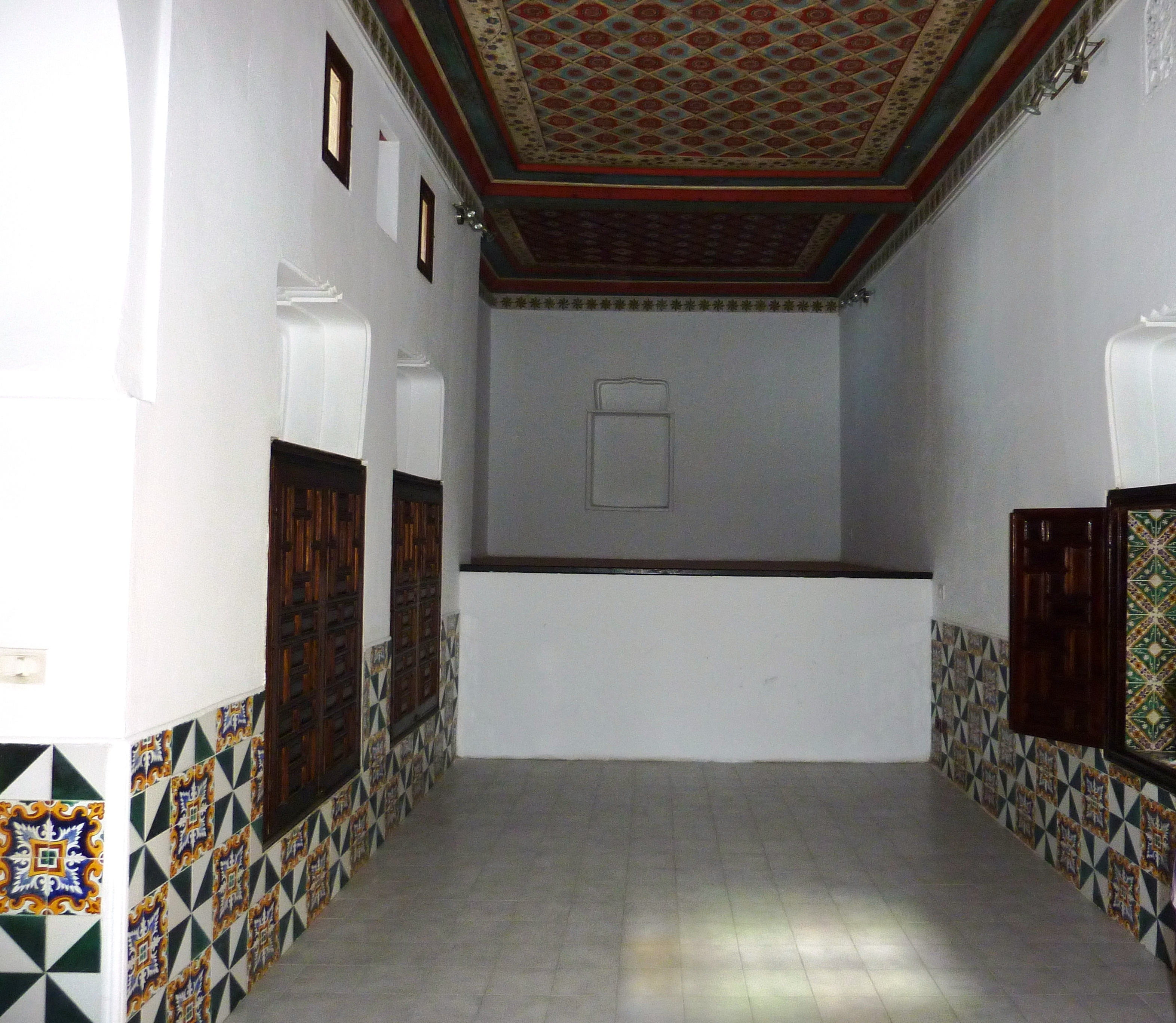
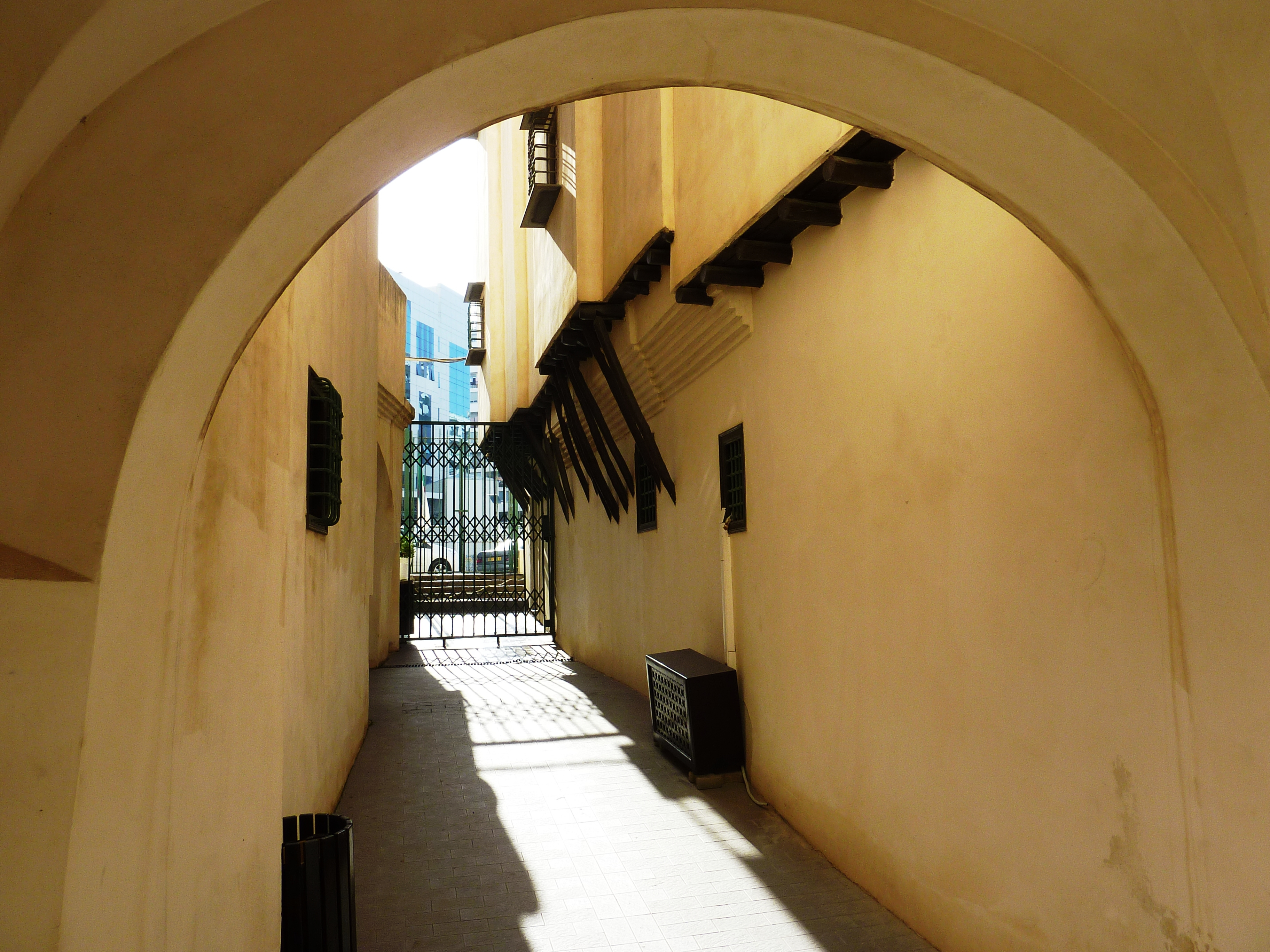
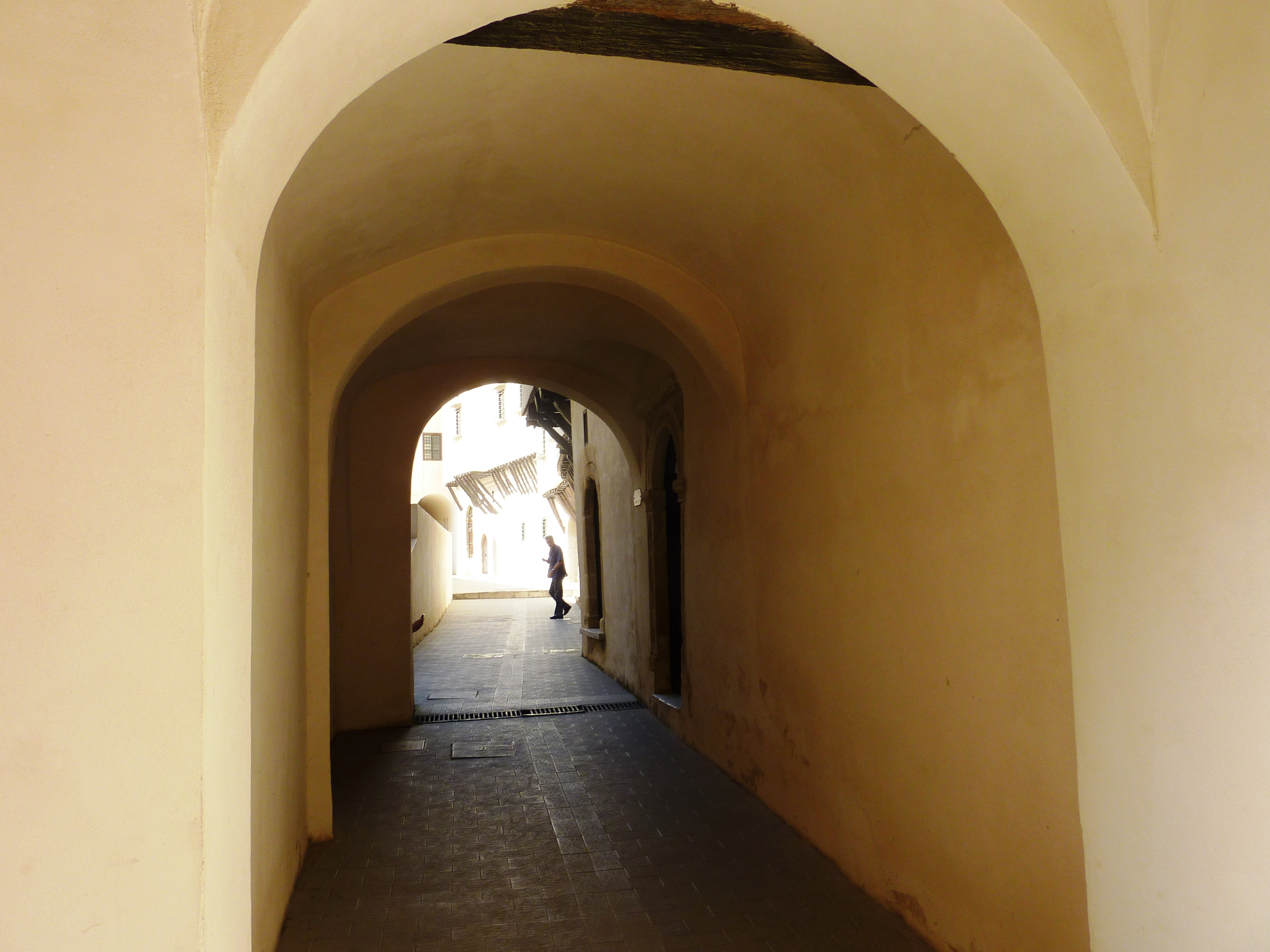
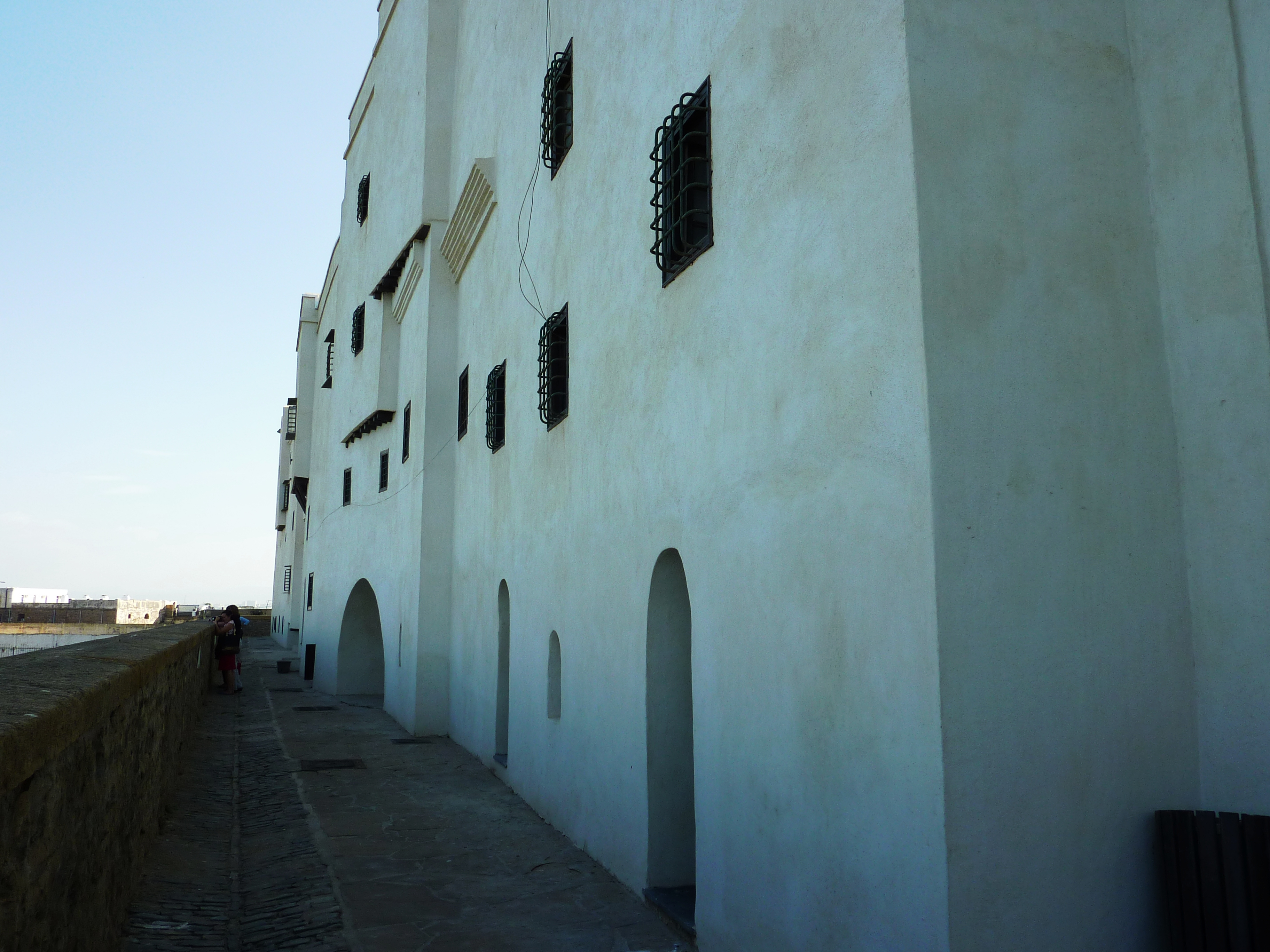
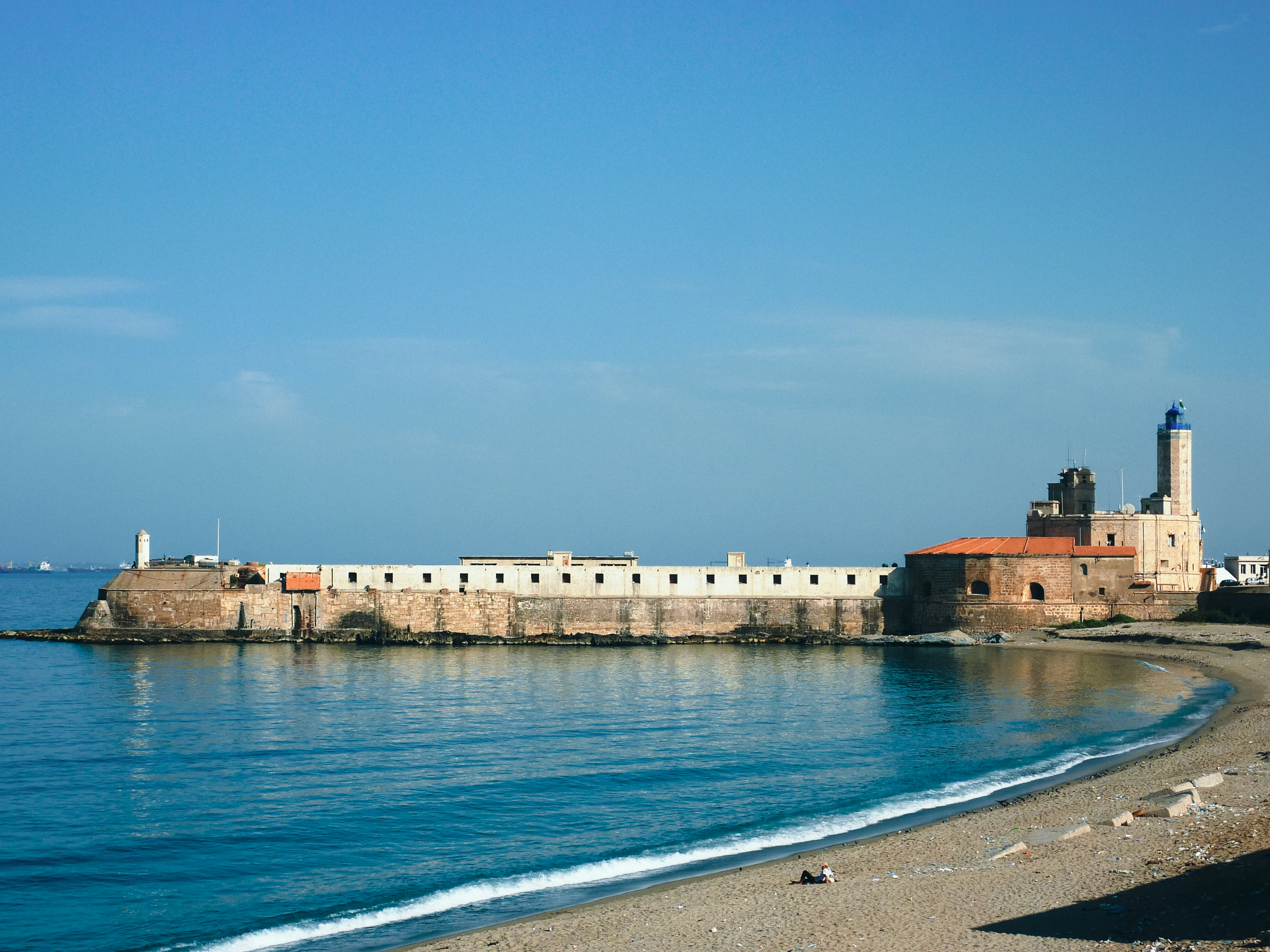
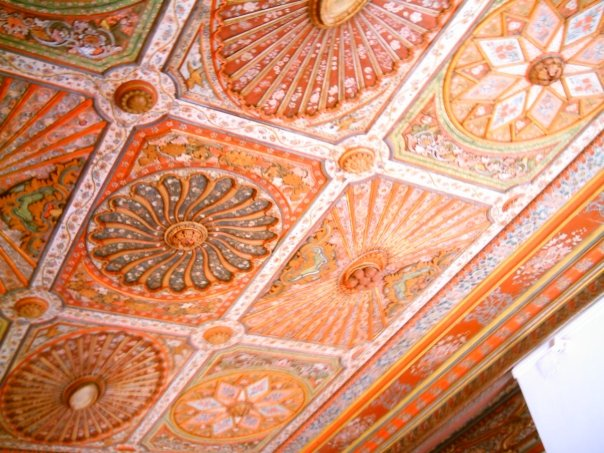
Plafond en bois sculpté de la salle à manger du palais 18
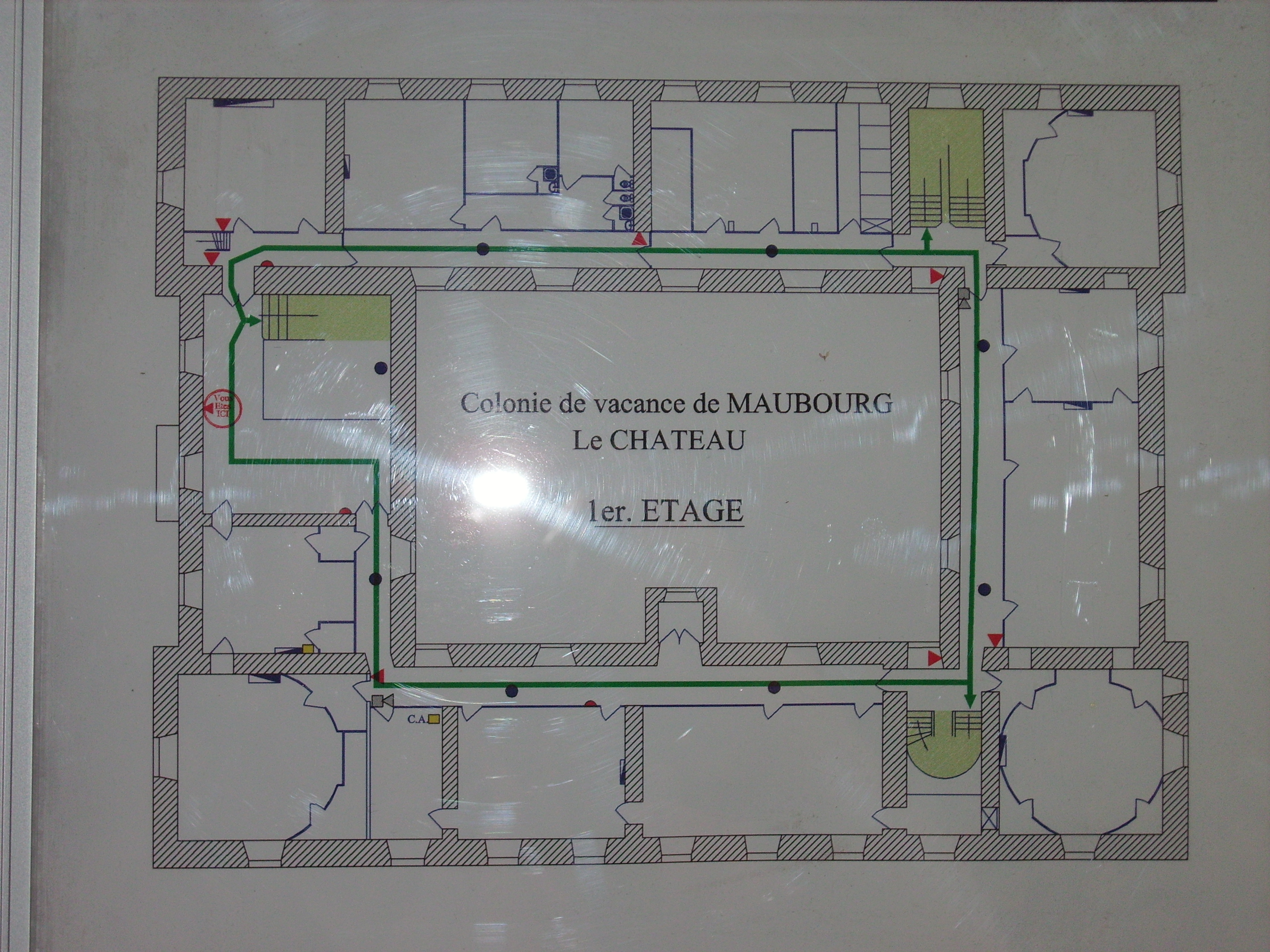
palais 18
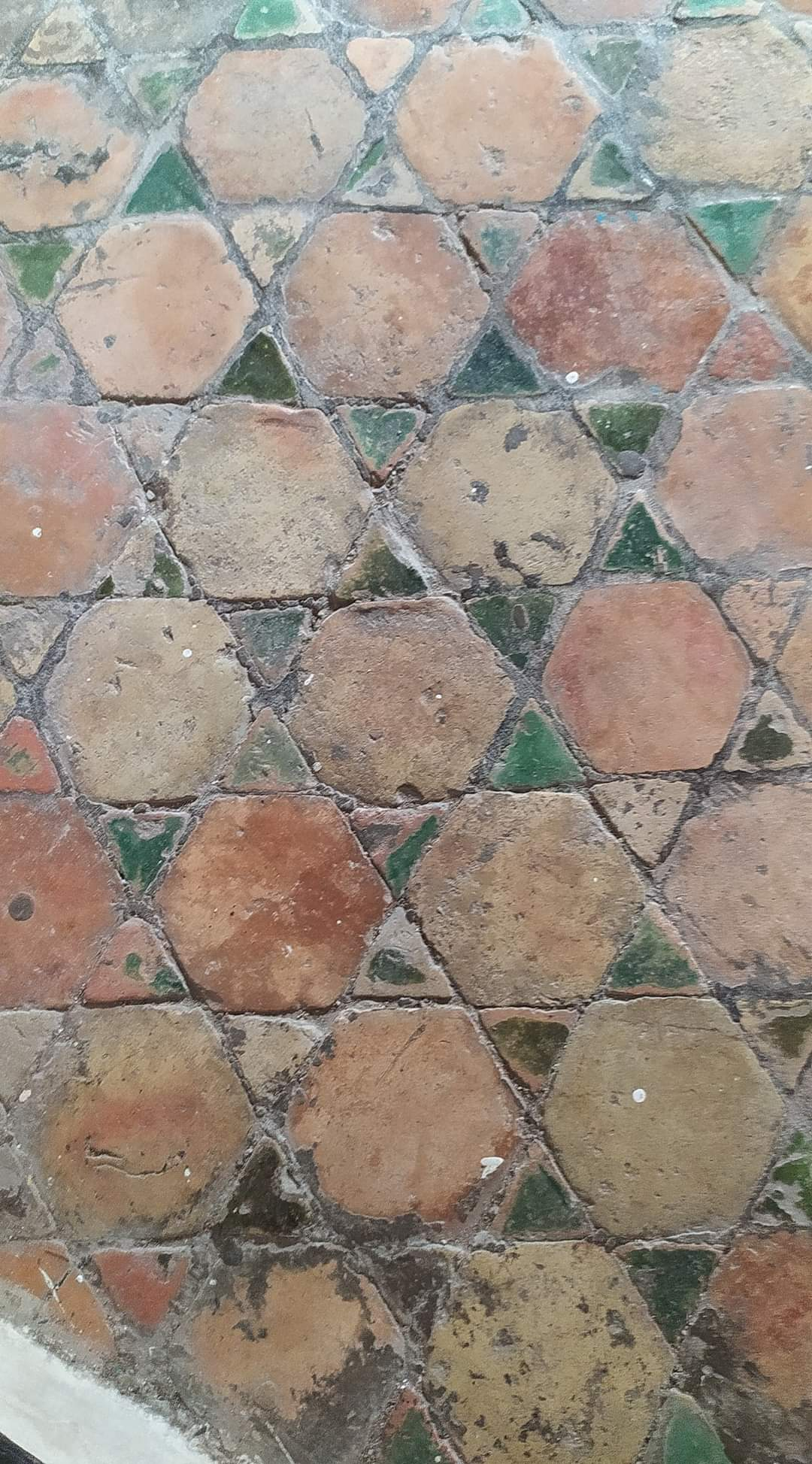
Zellige en forme de pavé utilisé au palais